# Bo Hamburger
Bo Hee Hamburger (ur. 24 maja 1970 we Frederiksbergu) – duński kolarz szosowy, srebrny medalista mistrzostw świata.

## Kariera
Największy sukces w karierze Bo Hamburger osiągnął w 1997 roku, kiedy zdobył srebrny medal w wyścigu ze startu wspólnego podczas mistrzostw świata w San Sebastián. W zawodach tych wyprzedził go jedynie Francuz Laurent Brochard, a trzecie miejsce zajął Holender Léon van Bon. Był to jedyny medal wywalczony przez niego na międzynarodowej imprezie tej rangi. Ponadto w 1994 roku wygrał belgijski Driedaagse van West-Vlaanderen, rok później był drugi w Post Danmark Rundt, w 1996 roku zajął drugie miejsce w Grand Prix de Wallonie, dwa lata później był najlepszy w La Flèche Wallonne i drugi w Tour Méditerranéen, a w 2000 roku zajął trzecie miejsce w Grand Prix de Fourmies i wyścigu Paryż-Bourges. W 2004 roku wystartował na igrzyskach olimpijskich w Atenach, gdzie w wyścigu ze startu wspólnego zajął 23. pozycję. Wielokrotnie startował w Tour de France, najlepszy wynik osiągając w 1996 roku, kiedy był trzynasty w klasyfikacji generalnej. Dwa lata wcześniej wygrał jeden etap, ale ostatecznie był dwudziesty. Zajął też 33. miejsce w Vuelta a España w 1997 roku i 38. miejsce w Giro d'Italia w 2004 roku. W 2006 roku zakończył karierę.